# Blåsegylet
Blåsegylet är en sjö i Olofströms kommun i Blekinge och ingår i Skräbeåns huvudavrinningsområde. Blåsegylet ligger i Halen Natura 2000-område.